# Dylan Walsh
Dylan Walsh, właśc. Charles Hunter Walsh (ur. 17 listopada 1963 w Los Angeles) – amerykański aktor pochodzenia irlandzkiego, najlepiej znany z roli doktora Seana McNamary w serialu Bez skazy (Nip/Tuck). W 2011 zagrał w serialu Unforgettable: Zapisane w pamięci jako detektyw oraz szef i były chłopak Carrie Wells Poppy Montgomery.

## Życiorys

### Wczesne lata
Urodził się w Los Angeles jako syn pracowników Służby Zagranicznej Stanów Zjednoczonych. Dzieciństwo spędził wraz z rodzicami i siostrą Alison w Afryce Wschodniej, Indiach i Indonezji, zanim ukończył dziesiąty rok życia. Podczas nauki w szkole średniej wystąpił w przedstawieniu Undiscovered Country w Arena Stage w hrabstwie Dickenson. W 1982 roku otrzymał świadectwo ukończenia Annandale High School w Annandale w stanie Wirginia. W 1986 roku odebrał licencjat na wydziale anglistyki na Uniwersytecie Stanowym Wirginia w Charlottesville. Po przyjeździe do Nowego Jorku rozpoczął profesjonalną karierę artystyczną.

### Kariera
Po raz pierwszy trafił na szklany ekran w jednym z odcinków serialu CBS Szkolna przerwa specjalna (CBS Schoolbreak Special, 1987) – pt. Żołnierzyki (Soldier Boys) u boku Jamesa Earla Jonesa i Williama McNamary oraz sitcomie CBS Kate i Allie (Kate & Allie, 1987-89). Potem trafił na kinowy ekran w komedii Kochaneczek (Loverboy, 1989) z udziałem Patricka Dempseya, Kate Jackson, Barbary Carrery, Kirstie Alley i Carrie Fisher.
Zagrał w komedii romantycznej Wesele Betsy (Betsy’s Wedding, 1990) z Alanem Aldą i Anthony LaPaglią, dreszczowcu Arktyczna depresja (Arctic Blue, 1993) u boku Rutgera Hauera, melodramacie Dopłynąć do brzegu (Radio Inside, 1994) z Williamem McNamarą i Elisabeth Shue, dramacie sensacyjno-przygodowym na podstawie powieści Crichtona Kongo (Congo, 1995) u boku Tima Curry i dramacie Naiwniak (Nobody’s Fool, 1994) z Melanie Griffith jako syn głównego bohatera granego przez Paula Newmana. Sławę zawdzięcza roli chirurga plastycznego doktora Seana McNamary w serialu Bez skazy (Nip/Tuck, 2003–2010), za którą zdobył nominację do nagrody Satelity.

## Życie prywatne
Spotykał się z Julią Roberts. 20 marca 1996 poślubił aktorkę Melorę Walters, z którą ma syna Thomasa Charlesa (ur. 30 kwietnia 1996) i córkę Joannę Marie (ur. 19 listopada 1997). Jednak 29 lipca 2003 doszło do rozwodu. W dniu 10 października 2004 roku ożenił się po raz drugi z aktorką Joanną Going. Mają córkę Stellę Haven (ur. 22 listopada 2003). 15 grudnia 2010 wniesiono sprawę o rozwód, który miał miejsce w roku 2012. W 2011 związał się z Leslie Bourque, z którą ma córkę Amélie Belle i syna Hudsona Scotta.

## Filmografia

### Filmy fabularne
- 1989: Kochaneczek (Loverboy) jako Jory Talbot
- 1990: Wesele Betsy (Betsy’s Wedding) jako Jake Lovell
- 1993: Arktyczna depresja (Arctic Blue) jako Eric Desmond
- 1994: Dopłynąć do brzegu (Radio Inside) jako Michael
- 1994: Naiwniak (Nobody’s Fool) jako Peter Sullivan
- 1995: Kongo (Congo) jako Peter Elliot
- 1996: Eden jako Bill Kunen
- 1997: Mężczyźni (Men) jako Teo Morrison
- 1997: Zmiana nawyków (Changing Habits) jako Felix Shepherd
- 1999: Zero (Chapter Zero) jako Adam Lazarus
- 1999: Ostatnia podróż (Final Voyage) jako Aaron Carpenter
- 2001: Jet Boy jako Boon Palmer
- 2001: Potęga zabawy (The Power of Play) jako Matt Nash
- 2001: Na dopingu (Deadly Little Secrets) jako Cole Chamberlain
- 2002: Byliśmy żołnierzami (We Were Soldiers) jako kapitan Robert Edwards
- 2002: Par 6 jako Mac Hegelman
- 2002: Krwawa profesja (Blood Work) jako detektyw John Waller
- 2004: Legenda telewizji (Anchorman: The Legend of Ron Burgundy) jako Phil
- 2005: Edmond jako prowadzący przesłuchanie
- 2005: Antebody jako Jacob Ambro
- 2006: Dom nad jeziorem (The Lake House) jako Morgan
- 2006: Seksualny Zaliczkujący (The Sexual Advancer) jako dr Sean McNamara
- 2006: Człowiek, który spadł na ziemię (The Man Who Fell to Earth) jako Nathan Bryce
- 2006: Flourish jako detektyw Paul Carter
- 2007: H2O wystarczy kropla (Just Add Water) jako Ray Tuckby
- 2008: Just Add Water jako Ray Tuckby
- 2009: Ojczym (The Stepfather) jako David Harris
- 2010: Niezwyciężony Secretariat (Secretariat) jako Jack Tweedy II
- 2014: Authors Anonymous jako Alan Mooney
- 2016: C Street jako senator Fallon
- 2018: Fright Fest jako Spencer Crowe
- 2019: Śmiertelna zamiana (Deadly Switch) jako Peter

### Filmy TV
- 1989: Wspaniałe chwile (When We Were Young) jako Lee Jameson
- 1989: Kameleony (Chameleons) jako Stan
- 1990: Gdzie serce twoje (Where the Heart Is) jako Tom
- 1993: Morderstwo na zlecenie (Telling Secrets) jako Jesse Graham
- 1997: Szkoła nienawiści (Divided by Hate) jako Louis Gibbs
- 1999: Napad prawie doskonały (The Almost Perfect Bank Robbery) jako Frank Syler
- 2002: Jo jako
- 2003: Samotny strażnik (The Lone Ranger) jako Kansas City Haas
- 2003: Więcej niż widzieć (More Than Meets the Eye: The Joan Brock Story) jako Jim Brock
- 2007: Zagubione święta: Historia Jima i Suzanne Shemwell (Lost Holiday: The Jim & Suzanne Shemwell Story) jako Jim Shemwell

### Seriale TV
- 1987: Szkolna przerwa specjalna (CBS Schoolbreak Special) – odcinek pt. Żołnierzyki (Soldier Boys) jako Tom Strickland
- 1987–1989: Kate i Allie (Kate & Allie) jako Ben
- 1990: Ogień Gabriela (Gabriel's Fire) jako Louis Klein
- 1997: Południowy Brooklyn (Brooklyn South) jako oficer Jimmy Doyle
- 1998: Po tamtej stronie (The Outer Limits) jako sierżant Eldritch
- 2002: Strefa mroku (The Twilight Zone) jako Adam
- 2002: Lekarze marzeń (Presidio Med) jako Danny Gibson
- 2003: Everwood jako Carl Feeney
- 2003–2010: Bez skazy (Nip/Tuck) jako dr Sean McNamara
- 2004: Everwood jako Carl Feeney
- 2007: Prawo i bezprawie (Law & Order: Special Victims Unit) jako Malcolm Royce
- 2011–2016: Unforgettable: Zapisane w pamięci jako detektyw Al Burns, szef Carrie Wells
- 2012: Jej Szerokość Afrodyta jako Lawrence Brand
- 2012: CSI: Kryminalne zagadki Las Vegas jako Tom Cooley
- 2011: Zemsta jako Jason Prosser
- 2013: Castle jako agent FBI Harris
- 2015: Motyw jako Wayne Hobbs
- 2015: Agenci NCIS: Nowy Orlean jako kpt. Jim Messier
- 2016: Designated Survivor jako komandor Max Clarkson
- 2018: Prawo i bezprawie (Law & Order: Special Victims Unit) jako John Conway
- 2019: Whiskey Cavalier jako Alex Ollerman
- 2019–2020: Zaprzysiężeni (Blue Bloods) jako major Peter Chase